# East Riding de Yorkshire
East Riding de Yorkshire és un comtat situat al nord-est d'Anglaterra. La seva capital és la ciutat de Beverley amb aproximadament 29.000 habitants, tanmateix la més poblada és Kingston upon Hull, que supera clarament els 200.000 habitants. Hi ha més ciutats importants que formen part de l'East Riding de Yorkshire com ara Moor i Wetwang.
Com a comtat cerimonial, limita amb North Yorkshire, South Yorkshire i Lincolnshire, i inclou l'autoritat unitària de Kingston upon Hull. Com a districte l'East Riding limita amb el North East Lincolnshire, a l'altra banda de l'estuari de l'Humber; amb North Lincolnshire, i cap a l'interior amb Doncaster, Selby, York, Ryedale i Scarborough.
El paisatge consisteix en una línia de turons col·locats en forma de mitja lluna, els Yorkshire Wolds, seguits d'una plana fèrtil, el Holderness, i la vall de York. L'estuari de l'Humber i la mar del Nord marquen els límits sud i est. Les investigacions arqueològiques demostren que va ser una zona poblada des del darrer període glacial. Hi ha poques ciutats grans i cap centre industrial. La contrada és líder en producció d'energia renovable, especialment l'eòlica, que aprofita els vents continuats de la regió.

## Geografia

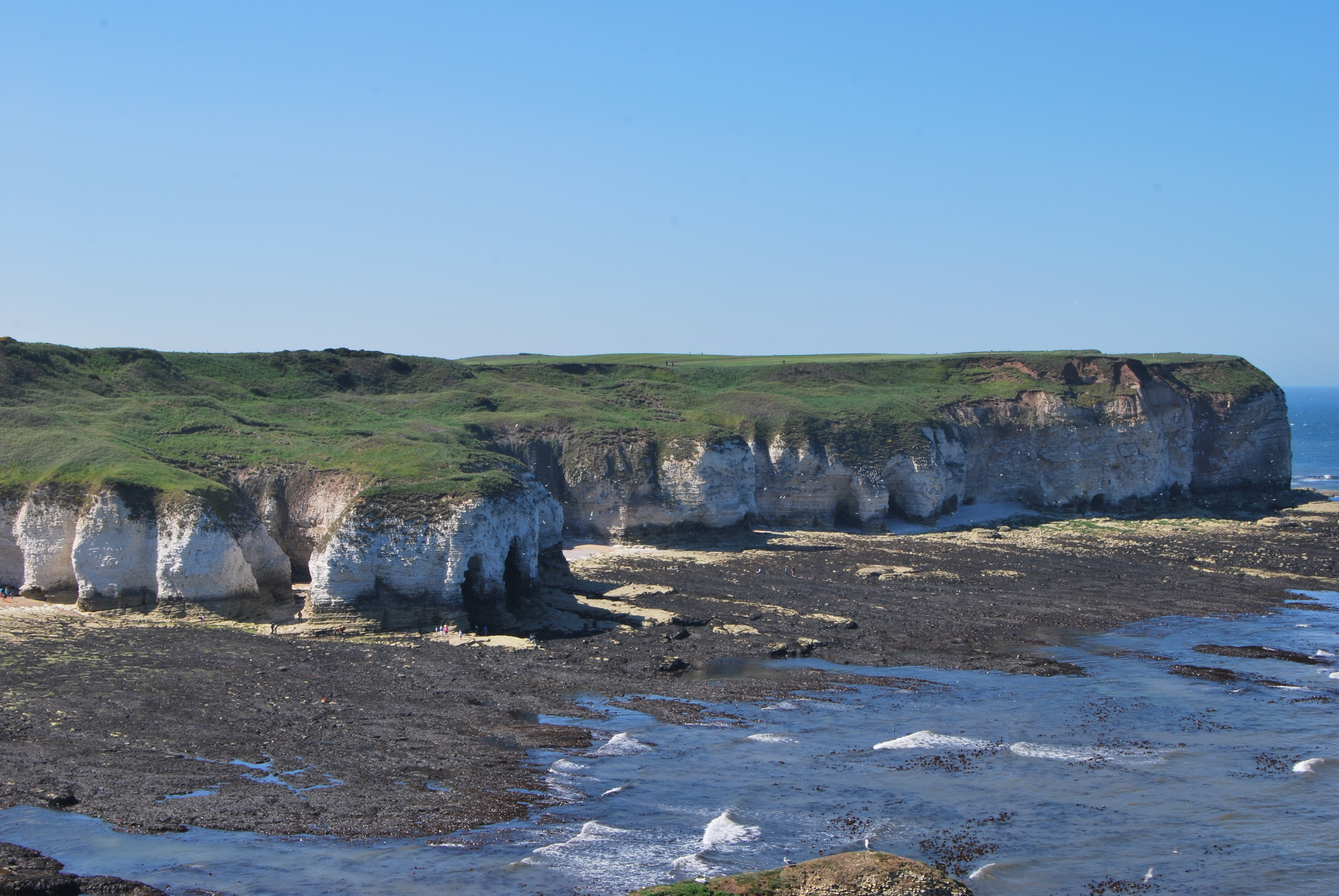
Flamborough Head

El relleu d'aquest comtat es pot dividir en tres parts. Una part és la formada per la secció oriental de la vall de York fins als Humberhead Levels. En aquesta àrea hi ha un cinturó de gres cobert per dipòsits d'un llac glacial que es va formar a finals de la darrera era glacial. La part central està ocupada pels Yorkshire Wolds, una formació de roca de creta que s'estén des de l'estuari de l'Humber, en el territori municipal de North Ferriby, fins al promontori de Flamborough Head, al nord. La part del sud-est és la plana de costa baixa d'Holderness, que vessa a l'est cap a la mar del Nord i que, cap al sud vessa en l'estuari de l'Humber. Al sud de Flamborough Head està el municipi de Bridlington, que té diverses platges i, a l'extrem sud del comtat està la península de Spurn.

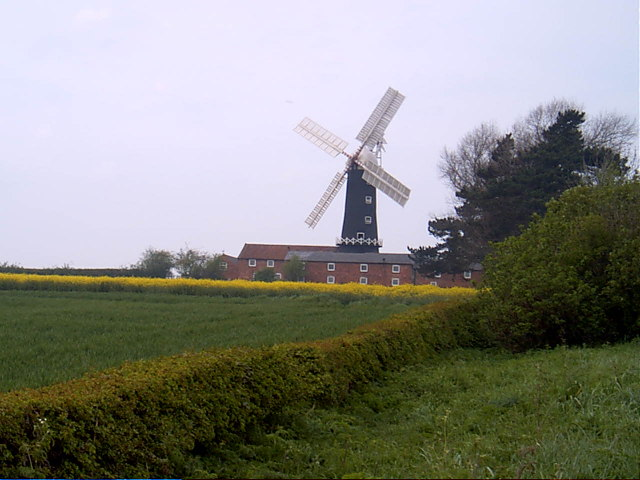
El molí de Skidby, del 1821, envoltat de terres fèrtils.

Els Wolds tenen la forma d'un altiplà amb cims arrodonits interromputs per nombroses valls fondes d'origen glacial, caracteritzades per un fons pla i unes vessants molt pronunciades. Aquest relleu ofereix un drenatge tan excepcionalment bo que moltes d'aquestes valls estan seques. L'aigua a nivell de superfície és força escassa als Wolds. A Flamborough Head els Wolds s'eleven i formen un penya-segat erosionat a la part baixa, on l'efecte de l'onatge ha produït coves i esculls. El servei de guardacostes adverteix als visitants que no és segur caminar per les senderes d'aquest penya-segat, ja que poden haver despreniments el rocam. La costa on està Flamborough Head ha estat designada costa patrimonial.

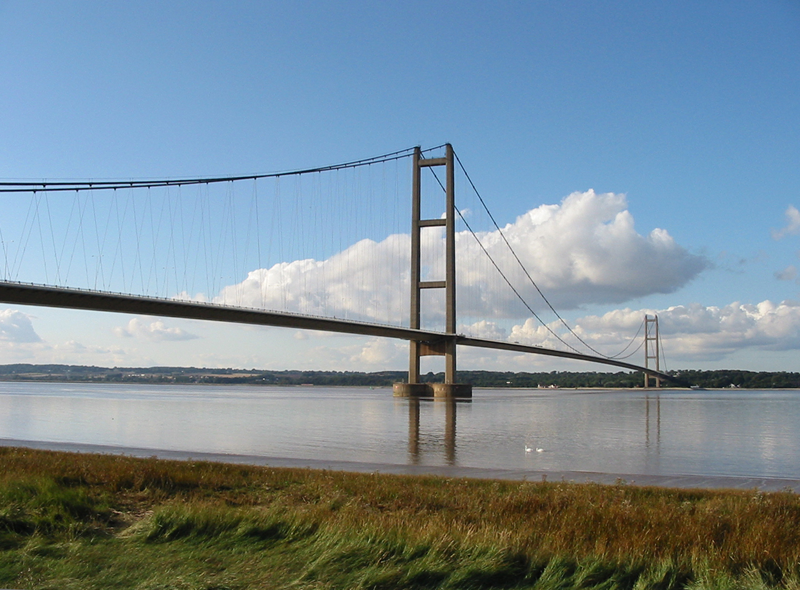
Pont sobre l'estuari de l'Humber

El paisatge del Holderness està dominat pels dipòsits de til·lita i argila que es van formar durant la glaciació Devensiana. Aquests materials formen una plana de terres baixes més o menys contínua que té algunes depressions farcides de torba, anomenades localment meres, les quals són el testimoni d'antics llacs glacials. Hi ha altres trets del paisatge que són el producte de les glaceres: les elevacions inclinades (drumlin) i clots amb aigua (kettle).[24] Els dipòsits de les glaceres, ben drenats, proporcionen sòls fèrtils que poden ser aprofitats per al cultiu intensiu. Els camps de conreu són generalment grans i estan delimitats perd rases de drenatge. Hi ha molt poc arbrat a la zona i això porta a un paisatge que és essencialment rural, però molt pla i descobert.
El Holderness és un dels litorals europeus que més erosió pateixen: es perden 2 metres a l'any de mitjana 2 o 2 milions de tones de material a l'any. Part d'aquest material és transportat pel corrent i un 3% queda dipositat a Spurn Head. El retrocés de la costa al llarg dels darrers 2000 anys és notable, ha deixat sota l'aigua alguns assentaments humans, com ara Ravenser Odd i Ravenspurn, que van ser ports importants abans del segle xiv. L'erosió és un problema constant, el Consell del comtat ha encarregat la construcció de dics entre Sewerby i Kilnsea des de l'any 1951.
La vall de York, situada a l'oest del comtat, limita amb el riu Derwent. El paisatge és generalment pla i baix llevat d'unes elevacions menors i d'unes morrenes que trenquen la monotonia. On es troben sòls arenosos i secs hi ha les restes de bruguerars i boscos antics. Les terres de conreu dominen la zona de sòls fèrtils, mentre que les pastures són poc freqüents. Queden poques praderies d'inundació encara que se'n poden trobar algunes a la vora del riu Derwent.

## Història

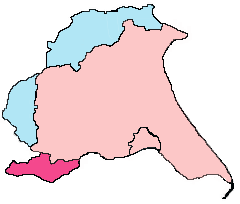
El territori que històricament formava el comtat està pintat en rosa clar i blau; el comtat cerimonial la zona pintada en rosa clar i en fúcsia.

A diferència de la majoria de comtats anglesos que antigament estaven organitzats en hundreds, el de Yorkshire estava dividit en tres ridings i aquests en wapentakes. La separació judicial dels ridings es va establir després de la restauració monàrquica, quan es van crear tres quarter sessions, un per a cada riding. Al segle xix es va crear el comtat d'East Riding de Yorkshire, per enregistrar les dades censals per separat. Aquest nou comtat aplegava els territoris de deu districtes del tipus poor law union: Beverley, Bridlington, Driffield, Howden, Hull, Patrington, Pocklington, Sculcoates, Skirlaugh i York.

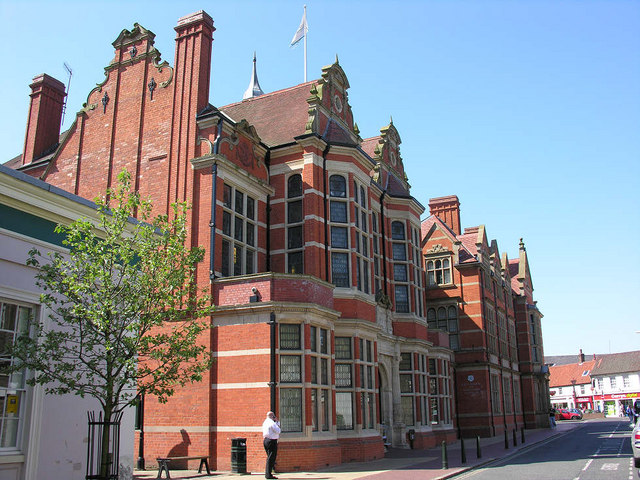
Oficines del Consell del Comtat, situat a Beverley.

El 1889 es va crear el Consell del Comtat d'East Riding de Yorkshire, que no incloïa el districte de Hull. Aquest comtat va ser abolit l'1 d'abril del 1974 en compliment de la llei de governs locals del 1972, i la major part del territori va passar a formar part d'una nova administració anomenada Humberside. La invenció d'aquesta nova administració va ser impopular i, després d'un estudi fet en la dècada del 1990, es va abolir el comtat d'Humberside, i es va tornar al tradicional comtat d'East Riding, que a partir de llavors seria un comtat cerimonial dividit en dos organismes administratius: el comtat-districte d'East Riding i l'autoritat unitària d'Hull; el primer es va crear l'1 d'abril del 1996. El mateix dia es va restablir la figura del Lord Lieutenant, que representa la corona dins del comtat cerimonial d'East Riding de Yorkshire.[36] Tot el comtat-districte està dividit en parròquies civils, mentre que l'autoritat unitària de Hull no. Des del 1996 Beverley va tenir un consell d'administradors (el Charter Trustees), creat per mantenir els drets de l'antiga carta de privilegis d'aquesta vila; posteriorment, el 1999, va ser reemplaçat per un ajuntament; aquell mateix any el suburbi de Bridlington va ser designat parròquia. La resta de nuclis urbanitzats fora de la ciutat Haltemprice van ser organitzats en parròquies entre el 1999 i el 2000. Per escollir els membre del Consell del Comtat, format per 67 consellers, el que territori està dividit en 26 districtes electorals (wards).

## Poblacions

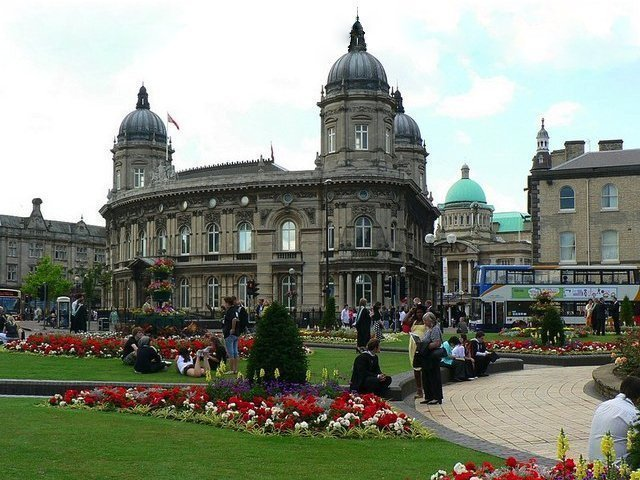
Kingston upon Hull

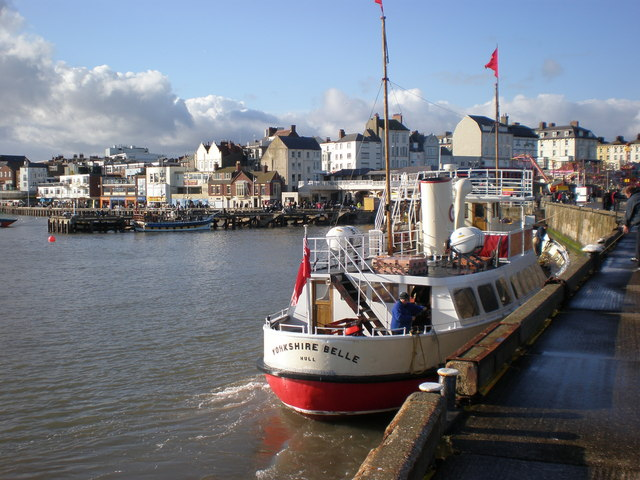
Bridlington

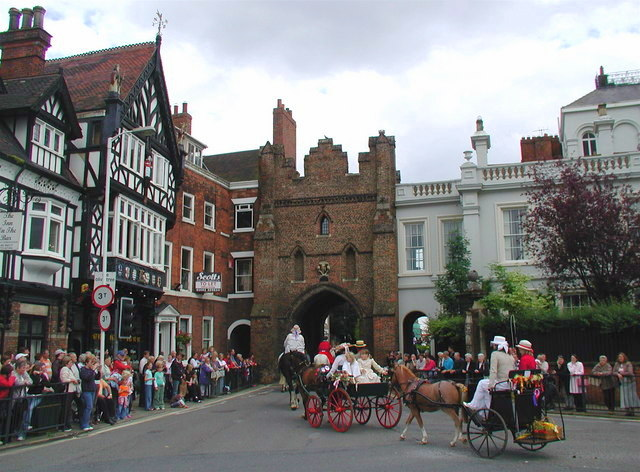
Beverley

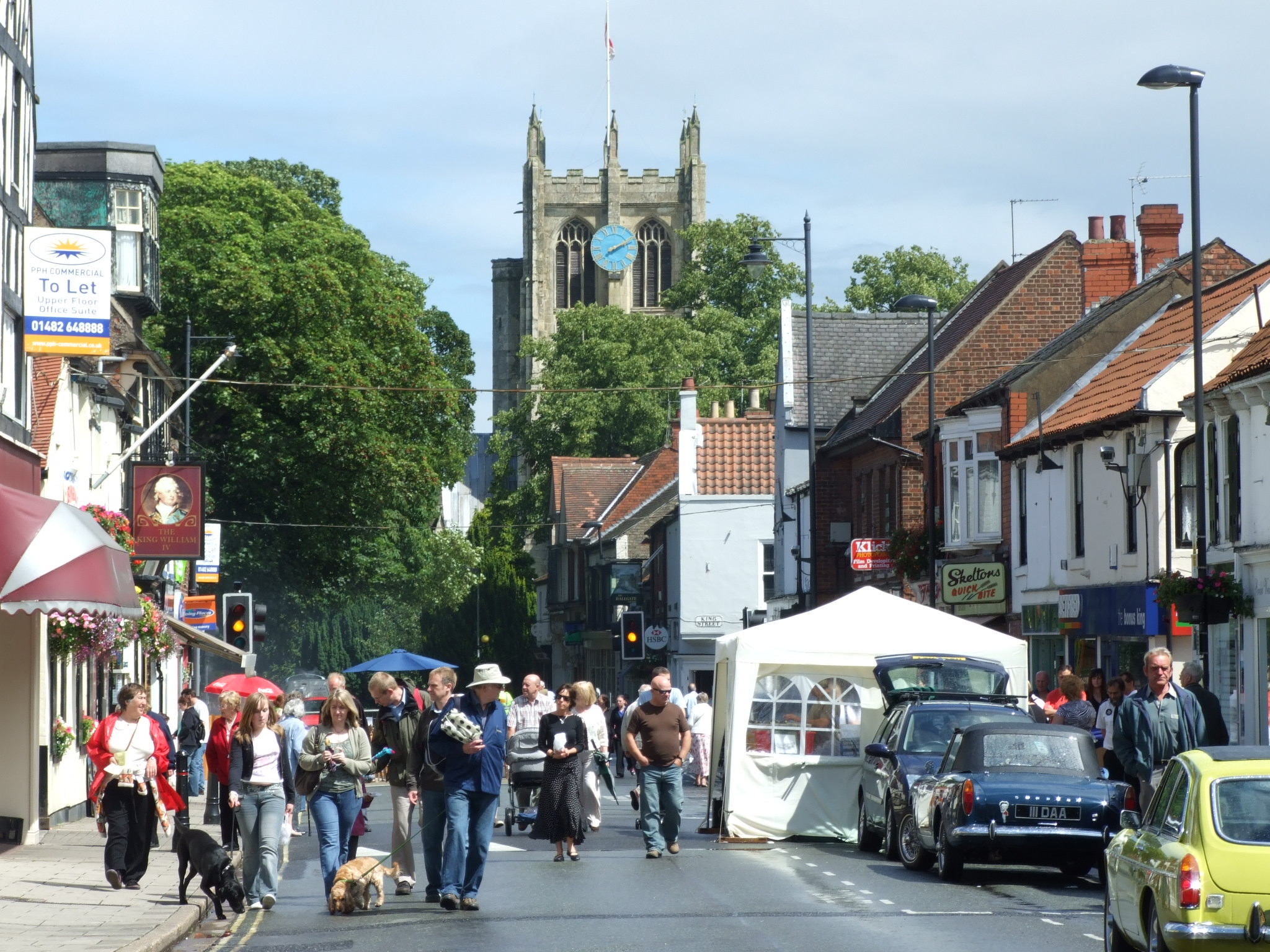
Cottingham

Excloent Kingston upon Hull, generalment dit només Hull, hi ha diverses àrees de poblacions a l'East Riding, cadascuna formada per diferents tipus de ciutats mitjanes o de mida petita i llogarets. Cottingham i Willerby són una excepció perquè són poblacions tan properes a l'àrea urbana de Hull que gairebé semblen una sola àrea. Bridlington és de les poblacions costaneres, la que té més habitants, les altres són: Flamborough, Hornsea, Withernsea i Aldbrough. Les poblacions de la plana agrícola al Holderness són: Hedon, Roos i, a recer de la vall del Great Wold està Rudston. Als peus dels Wolds està la capital, Beverley, i tres poblacions: Bishop Burton, Driffield i Lockington. A les terres baixes properes a l'estuari de l'Humber estan: Goole, Brough, North Ferriby, Hessle i Kirk Ella. Stamford Bridge, Pocklington, Market Weighton, Holme-on-Spalding-Moor, Howden i South Cave estan al nord i a l'oest, entre el riu Derwent i l'escarpament dels Wolds.
- Kingston upon Hull (257.100 hab)
- Bridlington (35.369 hab)
- Beverley (30.351 hab)
- Goole (19.518 hab)
- Cottingham (17.164 hab)
- Hessle (15.000 hab)
- Driffield (13.080 hab)
- Elloughton-cum-Brough (10.076 hab)
- Anlaby (9.794 hab)
- Hornsea (8.432 hab)

## Economia

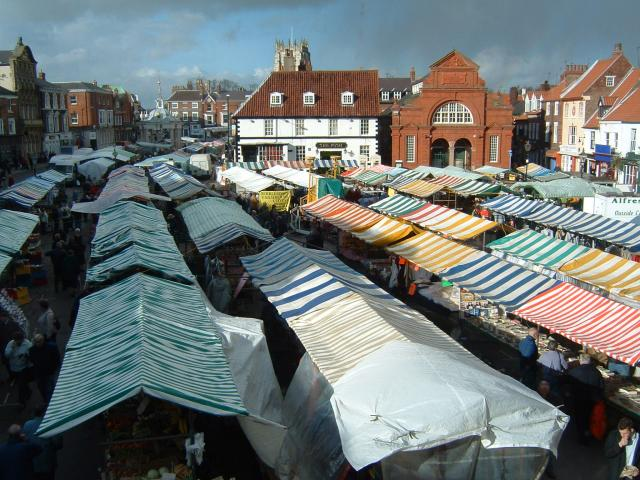
Dia de mercat a Beverley.

Aquest comtat té en general una economia de base rural, ja que l'única gran àrea urbana és Hull. Hi ha algunes ciutats de mercat com: Beverley, Driffield, Goole, Market Weighton, Pocklington, més les ciutats costaneres de: Bridlington, Hornsea i Withernsea. A les zones rurals hi ha major nombre de negocis familiars no gaire grans. El 20% de tot el producte interior brut del comtat procedeix de la pagesia o la pesca, tot i que el nombre d'aquestes empreses va baixar un 40% entre el 1997 i el 2003.
La següent taula mostra l'evolució i la distribució per sectors del valor afegit brut de l'East Riding de Yorkshire amb valors expressats en milions de lliures esterlines. El valor total pot no coincidir amb la suma dels valors parcials degut als arrodoniments.
| any  | valor afegit brut regional | sector primari | sector secundari | sector terciari |
| ---- | -------------------------- | -------------- | ---------------- | --------------- |
| 1995 | 2.708                      | 299            | 896              | 1.513           |
| 2000 | 3.006                      | 209            | 1.090            | 1.707           |
| 2003 | 3783                       | 233            | 1.106            | 2.444           |

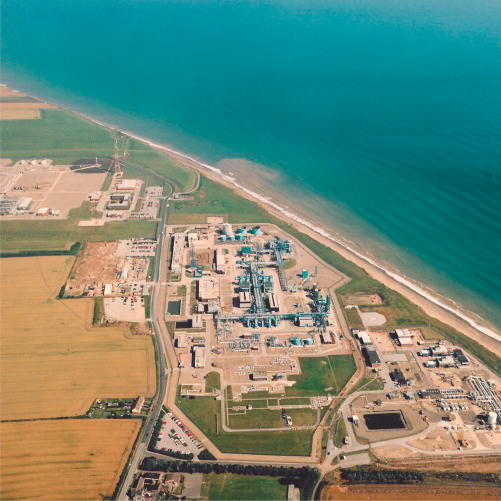
Conduccions de gas.

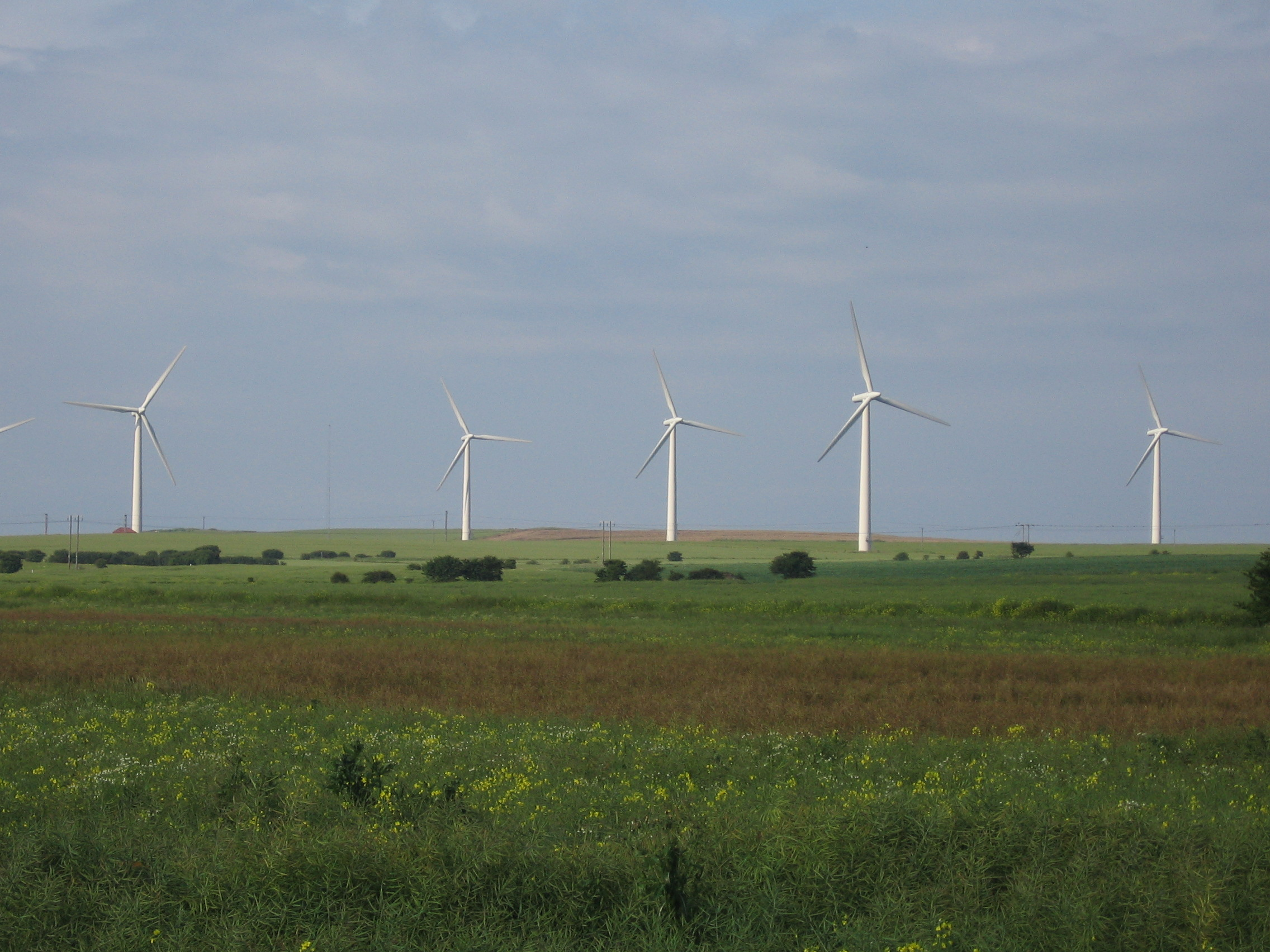
Estació eòlica a Old Newton.

East Riding es caracteritza per un alt nivell d'ocupació i un nivell d'atur relativament baix. La taxa d'atur general és del 4,3%, que és 1,2 punts percentuals més baixa que la mitjana nacional. No obstant això, hi ha punts localitzats demés atur a Bridlington, Goole i Withernsea. El nombre d'aturats varia al llarg de l'any, generalment disminueix en els mesos d'estiu a causa dels llocs de treball relacionats amb el turisme de temporada i els del sector de producció d'aliments. Una de les empreses que ofereixen més llocs de treball és la Defence School of Transport, part de RAF Leconfield, que entrena anualment 14.000 membres de l'exèrcit de terra, de la força aèria i de la marina britànica i ofereix més de 1.000 llocs de treball a civils.
L'East Riding de Yorkshire Council, juntament amb el Consell de Hull, el Consell del North East Lincolnshire i el Consell de North Lincolnshire, formen la Regió portuària de Hull i Humber, organisme que defensa interessos econòmics comuns.
Easington, situada a la costa, té una estació de gas natural, Easington Gas Terminal de l'empresa Langelend pipeline i tres més de les empreses BP i Centrica.
Però sobretot l'East Riding es caracteritza per tenir el percentatge més elevat de producció d'energies renovables, en part gràcies al fort vent que bufa en aquesta regió. El comtat es va marcar com a objectiu produir 41 MW l'any 2010, que augmentarà fins a 148 MW l'any 2021 quan estigui instal·lada tota la xarxa elèctrica. Hi ha grups d'aerogeneradors a Lissett, a la regió del Holderness, i a Out Newton, al nord de l'Humber.
Hi ha també turbines que aprofiten l'energia hidràulica, instal·lades a l'estació de tractament d'aigües de Saltend i a Loftsome Bridge Water, a prop de Barmby. L'East Riding té un excedent de producció de 148 MW, si s'inclouen en el càlcul altres tipus d'energia renovable com la biomassa. A l'estuari de l'Humber s'estan portant a terme proves per posar en funcionament un generador que aprofiti la força de la marea, si en resulten reeixides s'iniciarà la construcció d'un altre model a escala més gran del qual se'n faran 100 unitats que, en conjunt podran subministrar energia suficient per a 70.000 llars.